# 1623
1623 (MDCXXIII) je bilo navadno leto, ki se je po gregorijanskem koledarju začelo na nedeljo, po 10 dni počasnejšem julijanskem koledarju pa na sredo.

## Dogodki
- Nizozemska ustanovi koloniji Delaware in Novi Amsterdam v Severni Ameriki

## Rojstva
- 19. junij - Blaise Pascal, francoski matematik, filozof, fizik († 1662)
- - Margaret Cavendish, angleška pisateljica in filozofinja († 1673)

## Smrti
- - Tulsidas, indijski hindujski pesnik (* 1532)